# Euphorbia horombensis
Euphorbia horombensis är en törelväxtart som beskrevs av Eugène Ursch och Jacques Désiré Leandri. Euphorbia horombensis ingår i släktet törlar, och familjen törelväxter. IUCN kategoriserar arten globalt som starkt hotad. Inga underarter finns listade i Catalogue of Life.